# بدون کپی
بدون کپی (به انگلیسی Zero-copy) دستورهای رایانه‌ای را توصیف می‌کند که پردازندهٔ مرکزی وظیفهٔ انتقال داده از قسمتی از حافظه به قسمتی دیگر را ندارد. این ویژگی معمولاً برای صرفه جویی در تعداد پالس‌های مورد نیاز پردازنده و همچنین در پهنای باند گذرگاه حافظه در هنگام انتقال یک فایل از طریق شبکه مورد استفاده قرار می‌گیرد.

## اصول
نسخه‌های بدون-کپی اجزای مختلف سیستم عامل، همانند سیستم فایل و پروتوکل‌های شبکه، بازدهی برنامه‌های کامپیوتری را به طرز قابل توجهی افزایش می‌دهند. این افزایش در بازدهی به این خاطر است که پردازنده، در هنگاهی که داده در حال کپی شدن است، می‌تواند به انجام وظایف دیگری بپردازد. به علاوه، فرایندهای بدون-کپی منجر به کاهش قابل ملاحظهٔ تعداد تعویض زمینه (Context switch) مورد نیاز بین فضای کاربر (User space) و فضای هسته (Kernel space) می‌شوند. این در حالیست که تعویض زمینه اصولاً فرایندی زمان گیر است. در نتیجه، پردازندهٔ سیستم که یک وسیلهٔ بسیار کارا و پیچیده با توانایی‌های بالا به حساب می‌آید، صرف فرایند به نسبت ساده و زمان گیری همانند کپی و انتقال داده نمی‌شود. به عبارتی، منابع سیستم به طور موثرتری استفاده می‌شوند.